# Campanedda
Campanedda è una frazione del comune di Sassari, ubicata nella pianura della Nurra.
Risulta l’ultima borgata costruita dalla Riforma Fondiaria portata avanti dall'ETFAS.
Grazie alla sua posizione centrale, è anche la più densamente abitata e la più raggiungibile.

## Storia
La borgata è nata negli anni cinquanta con la riforma agraria del dopoguerra ad opera dell'Ente per la trasformazione fondiaria e agraria.
Campanedda è stata l'ultima borgata ad essere stata creata nel territorio della Nurra.
La sua chiesa, Santa Maria a Torres, venne inaugurata nel 1960.
La borgata è facilmente raggiungibile dalla Strada Provinciale 42 e dalla Strada Provinciale 18 ed è distante 10 chilometri dal Comune di Porto Torres, 24 da Alghero e 22 dal centro di Sassari ed è servita dai mezzi pubblici diretti nelle principali città limitrofe.

## Geografia fisica

### Territorio
Il nucleo di Campanedda è situato al centro della regione della Nurra, principalmente il centro abitato si sviluppa in un'area compresa tra la S.P. 18 e la S.P. 42., in una posizione strategica che permette di raggiungere tutti i principali centri limitrofi in pochi minuti. Campanedda si sviluppa a 73 metri sul livello del mare e il territorio è prevalentemente pianeggiante, fatta eccezione per Monte Alvaro (342m), ex cava di calcare, e la zona di Monte Casteddu. Monte Alvaro e Monte Campanedda fungono da confine naturale fra Campanedda e la zona di La Corte.

### Clima
Il clima è di tipo mediterraneo, caldo ed a tratti afoso nel periodo estivo, che comporta dunque siccità, mentre d'inverno esiste molta piovosità ed un rigido crollo delle temperature che sfiorano gli zero gradi. Durante l'estate la temperatura media oscilla tra 30 °C e 18 °C, in inverno tra 13 °C e 5 °C°.

## Monumenti e luoghi d'interesse

### Architetture religiose
- Chiesa di Santa Maria a Torres, inaugurata nel 1960, è anche il centro dell'omonima Parrocchia che conta anche la Chiesa di San Cristoforo a La Corte.
- Nicchia di Monte Casteddu, intitolata a S. Antonio Abate, situata in piazza Monte Casteddu.

Inoltre nei principali ingressi della borgata sono presenti diverse statue dedicate alla patrona Santa Maria a Torres.

### Altro

#### Piazze storiche

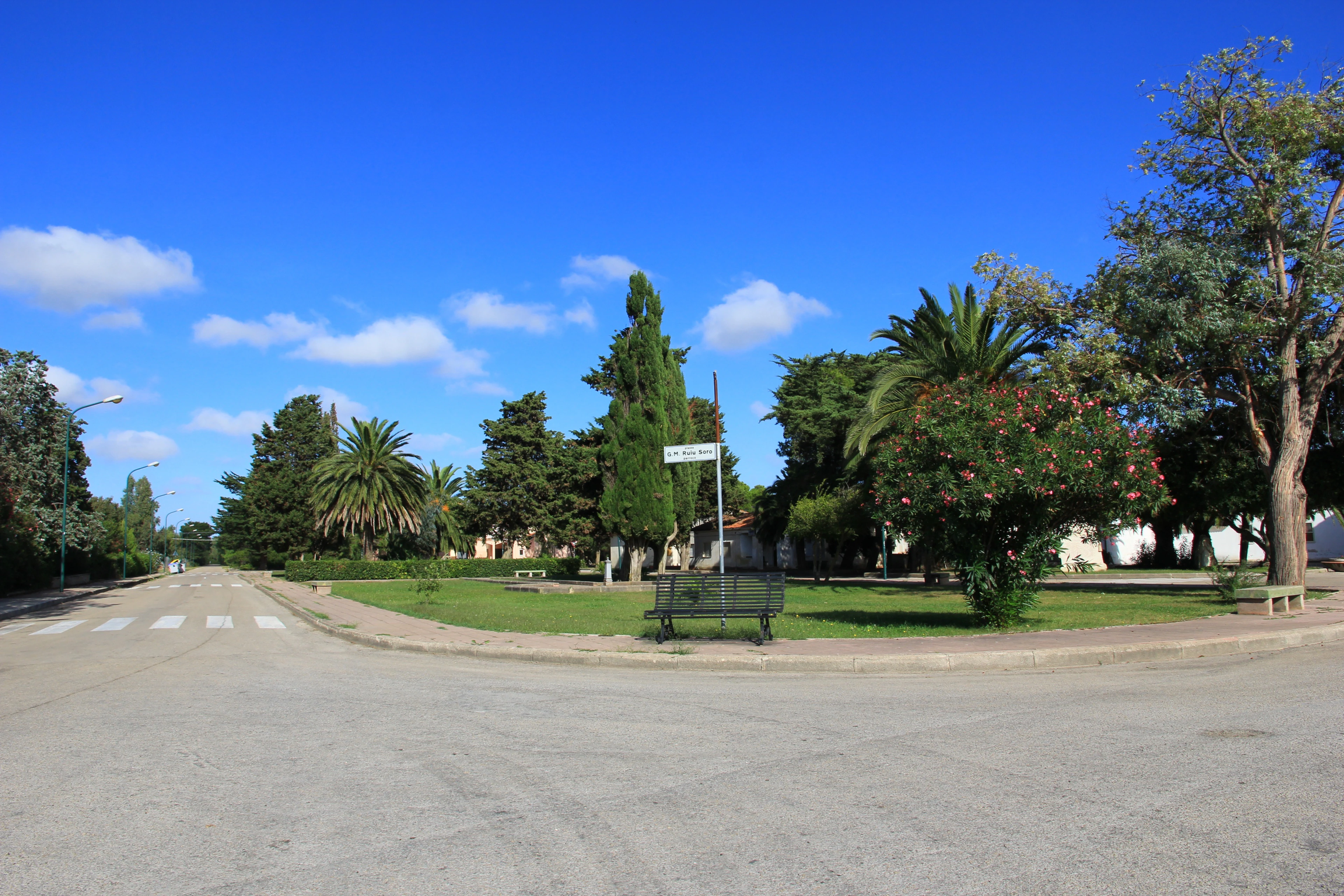
Piazza Don Giommaria Ruiu

- Piazza Don Giommaria Ruiu, la piazza principale della borgata, che ospita tutti i principali servizi come la sede del 118, l'Avis Comunale, la Polizia Locale di Sassari, l'ufficio postale, le scuole e tutti i luoghi di svago.

### Siti archeologici
Sono presenti diversi nuraghi sparsi per il territorio, molti ormai decaduti ed in pessimo stato o difficili da raggiungere vista la vegetazione.

## Società

### Evoluzione demografica
L'evoluzione demografica subisce un forte incremento con lo sviluppo delle cave e dell'industrializzazione nella vicina Porto Torres.
Molte famiglie provenienti da località molto lontane, negli anni 1950, hanno scelto di stabilizzarsi nella borgata grazie alla Riforma Fondiaria che costruì inizialmente 100 abitazioni con un ettaro di terra coltivabile, soluzione ideale per chi inoltre trovò lavoro nelle immediate vicinanze.

### Lingue e dialetti
Il dialetto più parlato è il sassarese nella sua variante nurrese anche se, vista la numerosa presenza di persone provenienti dall'entroterra sardo, è parlato anche il sardo logudorese e altre numerose varianti.

## Tradizione e folclore

### Festa Patronale di Santa Maria a Torres
La Festa Patronale di S. Maria a Torres, o Festa di Campanedda, è sempre stata al centro dell’attenzione per i vari nomi importanti che sono stati ospiti sia per le varie cerimonie religiose, che per i concerti.

### Festa di Sant'Antonio
La Festa di Sant'Antonio cade il sabato successivo al 17 gennaio e si svolge nella piazza del quartiere Monte Casteddu.
Ogni anno viene organizzato anche il caratteristico Fuoco di Sant'Antonio. La festa viene organizzata dagli abitanti del posto ed ospita artisti locali che accompagnano la cena offerta ai presenti.

## Cultura

### Istruzione

#### Scuole
Campanedda possiede un complesso scolastico diviso in scuola dell'infanzia e scuola primaria. In passato erano presenti anche le scuole medie (fino al 2016).

## Economia

### Agricoltura e pastorizia
L'agricoltura è da sempre l'attività più diffusa in tutta la Nurra, infatti quasi tutte le famiglie hanno terreni coltivati o bestiame.

## Infrastrutture e trasporti

### Strade
La borgata è interessata dalla Strada Provinciale 18 Sassari-Argentiera che la collega direttamente a Sassari e alle altre borgate della Nurra fino all'Argentiera e dalla Strada Provinciale dei Due Mari che la collega a Porto Torres, Stintino, Alghero.

### Mobilità urbana ed extraurbana
La mobilità all'interno e all'esterno della Borgata è gestita da ARST con mezzi diretti a Sassari, Argentiera, Porto Torres, Alghero, Usini, Olmedo, Ittiri, Uri e alle altre borgate della Nurra. Le linee urbane di ATP Sassari si fermano nella vicina Saccheddu ad 8 km dal centro.

## Sport e Impianti Sportivi

### Sport

#### Calcio
L’A.S.D. Campanedda è la principale squadra di calcio a 11 della borgata, milita attualmente nel Campionato di Prima Categoria della Sardegna, girone D. La Società inoltre, dal 2023, ha costituito anche il settore giovanile con tutte le varie categorie. Dal 2024 è affiliata al Catania FC e vengono organizzati regolarmente clinic di perfezionamento calcistico e allenamenti con i tecnici della squadra siciliana di Serie C.

#### Arti marziali e altri sport
Sono presenti A.S.D. di Taekwondo, Boxe, OCR.

### Impianti Sportivi

#### Stadio Comunale "Via dei Pini"
L’impianto sportivo principale, ristrutturato completamente nel 2020, è lo Stadio Comunale di Via dei Pini, gestito dall’A.S.D. Campanedda, che ospita gli allenamenti e le partite in casa di tutte le categorie della società.
Lo stadio ospita regolarmente, quando la squadra locale è in trasferta, partite di amatori o squadre iscritte in Terza Categoria.
L’impianto, oltre al campo da gioco di ultima generazione, presenta spogliatoi, la sede della Società e una tribuna non numerata.